# Lurcy-Lévis
Lurcy-Lévis es una comuna francesa situada en el departamento de Allier, en la región de Auvernia-Ródano-Alpes.

## Demografía
| 2400 | 2429 | 2292 | 2294 | 2080 | 2092 | 1879 |
| Para los censos de 1962 a 1999 la población legal corresponde a la población sin duplicidades (Fuente: INSEE [Consultar]) |      |      |      |      |      |      |